# Hemmelzen
Hemmelzen é um município localizada no distrito de Altenkirchen, na associação municipal de Verbandsgemeinde Altenkirchen, no estado da Renânia-Palatinado.

## População
| - 1815 – 96 - 1835 – 139 - 1871 – 221 - 1905 – 183 - 1939 – 158 - 1950 – 182 | - 1961 – 165 - 1965 – 179 - 1970 – 202 - 1975 – 240 - 1980 – 190 - 1985 – 184 | - 1987 – 192 - 1990 – 260 - 1995 – 263 - 2000 – 219 - 2005 – 242 |